# 神奈川県立愛川高等学校
神奈川県立愛川高等学校（かながわけんりつあいかわこうとうがっこう）は、神奈川県愛甲郡愛川町三増にある県立高等学校。

## 沿革
- 1983年4月1日 - 開校
- 2006年 - 2007年の2年間は、文科省より人権教育の研究指定校となり、さまざまな人権教育の取り組みを行い、その成果を継承している。
- 2006年 - 2008年の3年間は、文科省より学力向上の研究指定校となり、上記の人権教育と連携して学力向上のためのさまざまな実践を試みている。

## 設置学科
- 全日制課程 普通科

## 中高一貫教育
神奈川県初の連携型中高一貫教育校である。連携するのは愛川町立の3中学校。（愛川中学校、愛川東中学校、愛川中原中学校）カリキュラムは、以下のような特色を持っている。
- i-Basicの設置
基礎学力向上・学ぶ姿勢の育成・学習における自信回復を目指し、一年生に「i-Basic」と呼ばれるドリル学習を週4時間配置している。「i-Basic」は、愛川ベーシックの略称。
- 普通科総合選択制
2年3年には、選択科目が多数配置され、生徒は将来目標にあわせた様々な科目が選べるようになっている。

## 地域との連携
- 伝統文化
地域との連携と地域の教育力を活用し、愛川町に伝わる様々な伝統文化を授業に取り入れている。
- 三増（みませ）の獅子舞
愛川町三増地区に伝わる獅子舞を選択科目に配置し、地域の教育力を活用している。
- 海底（おぞこ）和紙
海底地区に残る紙漉を授業に取り入れている。

## 部活動
- 和太鼓部は、愛川町や周辺地域からの要請に応じて、各地で公演をしている。
- ラグビー部の活動が2005年（平成17年）より、再開した。2007年（平成19年）の花園予選で単独チームとして出場した。

## 交通
- 小田急線 本厚木駅（厚木バスセンター）より神奈川中央交通バスで約50分 愛川高校前下車すぐ

## 著名な出身者
- 荻田泰永 - 冒険家